# Macropsis fuscovenosa
Macropsis fuscovenosa är en insektsart som beskrevs av Baltasar Merino 1936. Macropsis fuscovenosa ingår i släktet Macropsis och familjen dvärgstritar. Inga underarter finns listade i Catalogue of Life.